# Roger Christian
Roger Christian (Londra, 25 febbraio 1944) è un regista e scenografo britannico.

## Biografia
Inizia la sua carriera come assistente scenografo per produzioni della Hammer Film. Vince l'Oscar alla migliore scenografia per Guerre stellari di George Lucas, che lo chiama sul set anche per il successivo Il ritorno dello Jedi. Nel 1999 dirige la seconda unità di Star Wars: Episodio I - La minaccia fantasma.
Come regista, debutta con il cortometraggio Black Angel (1979), distribuito in Gran Bretagna insieme a L'Impero colpisce ancora, seguito da The Dollar Bottom, che vince l'Oscar al miglior cortometraggio nel 1981.
Firma la regia di The Sender (1982), Nostradamus (1994) con Julia Ormond e F. Murray Abraham, The Final Cut (1995), Underworld - Vendetta sotterranea (1996), Masterminds - La guerra dei geni (1997) e Battaglia per la Terra con John Travolta. Conta anche una nomination all'Oscar per la direzione artistica di Alien di Ridley Scott.

## Filmografia

### Regista
- Black Angel - cortometraggio (1980)
- The Dollar Bottom - cortometraggio (1981)
- Il messaggero della morte (1982)
- Starship (1984)
- Nostradamus (1994)
- The Final Cut (1995)
- Underworld - Vendetta sotterranea (1996)
- Masterminds - La guerra dei geni (1997)
- Battaglia per la Terra (2000)
- American Daylight (2004)
- Bandido (2004)
- Dangerous Intuition (2013)
- Stranded (2013)
- Prisoners of the Sun (2013)

### Direttore artistico
- Akenfield (1974)
- Alien (1979)
- Brian di Nazareth (Life of Brian) (1979)